# Rose Lokissim
Rose Lokissim, née en 1953, morte le 15 mai 1986, est une militaire tchadienne, opposante à Hissène Habré, morte en détention, après avoir consigné par écrit et fait passer à l’extérieur des témoignages sur la police politique du régime, la Direction de la documentation et de la sécurité (DDS).

## Biographie
Elle est l'une des premières femmes à devenir soldat d'élite au Tchad. À la suite de la prise du pouvoir par Hissène Habré en juin 1982, elle entre dans l'opposition. Elle est arrêtée le 14 septembre 1984. Elle est incarcérée avec les détenus politiques, seule femme parmi soixante hommes, et torturée pendant huit mois. Puis elle est transférée dans une cellule réservée aux femmes. Elle décide d'y consigner les faits, les prisonniers, les exactions, notant les informations sur divers morceaux de papier et les faisant passer à l'extérieur. Elle est dénoncée et a nouveau interrogée en 1986 pour ces témoignages écrits. Elle est exécutée le 15 mai 1986. 
Hissène Habré, arrivé au pouvoir en 1982, est évincé en 1990 par un coup d'État. La commission d'enquête nationale du ministère tchadien de la justice a relevé plus de 40 000 victimes durant ces huit années du régime.
En 2001, l’ONG Human Rights Watch, accède par hasard à des milliers de documents, à même le sol, dans les locaux abandonnés de la DDS, qui a quitté les lieux depuis plus de 10 ans. Ces archives permettent de reconstituer le parcours de prisonniers politiques d'Hissène Habré, dont Rose Lokissim, et comprennent notamment son dernier interrogatoire. 
En juillet 2015 s'est ouvert le procès de Hissène Habré à Dakar par les chambres africaines extraordinaires, juridiction spéciale créée par le Sénégal et l'Union Africaine (UA),. Il a été condamné à la prison à perpétuité en appel en 2017. D’après le président de l'association des victimes Dokhot Clément Abaifouta « elle [Rose Lokissim] avait déjà ces idées là [...] qui nous galvanisaient de rêver un changement ». Rose Lokissim a donc obtenu gain de cause. 

### Sources
1. ↑  Jean-Pierre Bat, Antoine Duranton, Soheila El Ghaziri et Mathilde Sigalas, « Renseigner et administrer la terreur sous Hissein Habré : la Direction de la documentation et de la sécurité », Champ pénal/Penal field, no 17,‎ 27 juin 2019 (ISSN 1777-5272, DOI 10.4000/champpenal.10789, lire en ligne, consulté le 18 juillet 2020)
2. 1 2  Bossennec (N'Djamena) 2015.
3. ↑  Mahamat Hassan Abakar, Chronique d'une enquête criminelle nationale : Le cas du régime de Hisséne Habrè, 1982-1990, L'Harmattan, 28 février 2007, 183 p. (ISBN 978-2-296-01973-7)
4. ↑  Khalil 2014.
5. ↑  « Statut des Chambres africaines extraordinaires », sur Human Rights Watch, 30 janvier 2013 (consulté le 21 avril 2023).
6. ↑  « Le monstre tranquille, retour en vidéo sur l’ouverture du procès Habré – Jeune Afrique », sur JeuneAfrique.com, 27 juillet 2015 (consulté le 18 juillet 2020)
7. ↑  « Procès Hissène Habré: le tribunal spécial a rempli son rôle », sur RFI, 27 avril 2017 (consulté le 18 juillet 2020)
8. ↑  « « Parler de Rose », une histoire de la terreur sous Hissène Habré », Le Monde.fr,‎ 20 janvier 2015 (lire en ligne, consulté le 18 juillet 2020)

### Filmographie
Le documentaire, Parler de Rose, réalisé par Isabel Coixet, avec la voix de Juliette Binoche, lui est consacrée.